# Helena D'Algy
Helena D'Algy (Lisboa, 18 de junio de 1906 – ¿?, 1992) fue una actriz portuguesa. D'Algy apareció en veinte películas, la mayoría de ellas en Hollywood durante la época del cine mudo. Su carrera empezó a decaer tras la llegada del audio al cine. Años más tarde protagonizó la exitosa película francoargentina Melodía de arrabal (1933), su última aparición conocida en el cine. Era hermana del actor Tony D'Algy. Apareció en un documental de 1991.

## Filmografía seleccionada
- Lend Me Your Husband (1924)
- It Is the Law (1924)
- A Sainted Devil (1924)
- Pretty Ladies (1925)
- Daddy's Gone A-Hunting (1925)
- Confessions of a Queen (1925)
- Don Juan (1926)
- The Silver Treasure (1926)
- A Race of Noblemen (1927)
- Between Night and Day (1932)
- Suburban Melody (1933)